# Lough Arrow SAC
Lough Arrow SAC este o arie protejată (arie specială de conservare — SAC, sit de importanță comunitară — SCI) din Irlanda întinsă pe o suprafață de 1.454,26 ha, integral pe uscat.

## Localizare
Centrul sitului Lough Arrow SAC este situat la coordonatele 54°03′28″N 8°19′20″W / 54.057649°N 8.32212°V.

## Înființare
Situl Lough Arrow SAC a fost declarat sit de importanță comunitară în mai 1998 pentru a proteja 6 specii de animale. Situl a fost protejat și ca arie specială de conservare în decembrie 2018.

## Biodiversitate
Situată în ecoregiunea atlantică, aria protejată conține 1 habitat natural: Ape puternic oligomezotrofe cu vegetație bentonică cu Chara spp..
La baza desemnării sitului se află mai multe specii protejate de  păsări (6): rață mare (Anas platyrhynchos), rață-cu-cap-castaniu (Aythya ferina), rața moțată (Aythya fuligula), Bucephala clangula, lebădă de iarnă (Cygnus cygnus), lișiță (Fulica atra).
Pe lângă speciile protejate, pe teritoriul sitului au mai fost identificate 1 specie de plante, 3 specii de păsări, 2 specii de pești.